# Дітріх Фішер-Діскау
Дітріх Фішер-Діскау (нім. Dietrich Fischer-Dieskau; 28 травня 1925, Берлін — 18 травня 2012, Берг (ам-Штарнбергер-Зе)) — німецький оперний та камерний співак (баритон), музикознавець, диригент. Каммерзенгер Баварської та Берлінської державної опери.

## Біографія
Народився у Берліні. У віці 11 років блискучо виступив на конкурсі диригентів-любителів. Вчився у вищій школі музики в Берліні на вокальному факультеті.
В роки війни воював на фронті в Італії й потрапив у полон до американців, де перебував до 1946 року. По поверненню з полону в 1947—1948 роках навчався в Берлінській вищій школі музики у Германа Вайссенборна. Дебютував 1947 року в «Німецькому Реквіємі» Брамса. У 1948 році став членом трупи Берлінської міської опери. Гастролював з 1949 року. Був постійним учасником великих фестивалів (Единбург — з 1952, Байройт — з 1954, Зальцбург — з 1956). Виступав у Німецькій опері в Берліні, Мюнхенському національному театрі, Віденській опері, Лондонському театрі Ковент Гарден, Нью-йоркському Карнегі-Холі, тощо. Співпрацював з такими диригентами, як Вільгельм Фуртвенглер, Герберт фон Караян, Карл Бем, Георг Шолті, Отто Клемперер та багатьма іншими, здійснив величезну кількість записів. Його великий репертуар включав в себе партії в операх різних композиторів, пісні, твори кантатно-ораторіального жанру, багато рідко виконуваних творів. Останній концерт Дітріха Фішера-Діскау відбувся в 1992 році.
В 1980 році Фішер-Діскау удостоєний Премії Ернста Сіменса — однією з найпрестижніших світових музичних нагород. В 1987 році йому була присуджена Премія Роберта Шумана за внесок у виконання творів Роберта Шумана.
1949 року Фішер-Діскау одружився з віолончелісткою Ірмгард Поппен, яка померла 1963 року при пологах третього сина. В 1965—1967 роках Фішер-Діскау перебував у шлюбі з актрисою Рут Лойверік, потім в 1968—1975 роках — з Христиною Пугель-Шуле, дочкою американського музичного педагога. 1977 року Дітріх Фішер-Діскау одружився зі співачкою Юлією Варадою.